# Димитър Ангелов (футболист)
Димитър Ангелов (2 септември 1943 г. – 16 декември 2008 г.), наричан по прякор Чарли, е български футболист, защитник. Клубна легенда на Спартак (Варна). Играл е също в ЦСКА (София). В A група има 89 мача с 1 гол – 61 мача с 1 гол за Спартак и 28 мача за ЦСКА.

## Биография
Ангелов дебютира за първия състав на Спартак (Варна) на 18-годишна възраст през 1961 г. Бързо си печели славата на талантлив десен бек. Изиграва 25 мача за отбора в A група.
През есента на 1962 г. Ангелов преминава в ЦСКА (София). До края на сезон 1962/63 записва 19 мача в първенството. На 16 юни 1963 г. дебютира за националния отбор в олимпийска квалификация срещу Албания, спечелена с 1:0. През есента на същата година участва в още две контроли на България. В А група изиграва 9 мача за ЦСКА през сезон 1963/64.
През лятото на 1964 г. Ангелов се завръща в Спартак (Варна), където играе до края на кариерата си през 1972 г. Избран за Футболист №1 на Варна за 1968 г. За „соколите“ записва общо 213 мача със 7 гола в шампионата – 61 мача с 1 гол в А група и 152 мача с 6 гола в Северната Б група.

## Статистика по сезони
| Сезон    | Отбор        | Първенство | Мачове | Голове |
| -------- | ------------ | ---------- | ------ | ------ |
| 1961/62  | Спартак (Вн) | А група    | 15     | 0      |
| 1962/ес. | Спартак (Вн) | А група    | 10     | 0      |
| 1962/63  | ЦСКА         | А група    | 19     | 0      |
| 1963/64  | ЦСКА         | А група    | 9      | 0      |
| 1964/65  | Спартак (Вн) | Б група    | 24     | 0      |
| 1965/66  | Спартак (Вн) | А група    | 28     | 1      |
| 1966/67  | Спартак (Вн) | Б група    | 23     | 0      |
| 1967/68  | Спартак (Вн) | Б група    | 16     | 2      |
| 1968/69  | Спартак (Вн) | Б група    | 29     | 1      |
| 1969/70  | Спартак (Вн) | Б група    | 30     | 2      |
| 1970/71  | Спартак (Вн) | Б група    | 30     | 1      |
| 1971/72  | Спартак (Вн) | А група    | 8      | 0      |